# Trophée Jacques-Plante (Suisse)
Pour les articles homonymes, voir Trophée Jacques-Plante.
Le trophée Jaques-Plante récompense chaque année le meilleur gardien de but du championnat de Suisse de hockey sur glace. Le lauréat est désigné par la Ligue nationale et un panel de journalistes.
Le trophée honore Jacques Plante, gardien vedette des Canadiens de Montréal.

## Liste des récipiendaires
- 1986-1987 – Richard Bucher (en), HC Davos
- 1987-1988 – Reto Pavoni, EHC Kloten
- 1988-1989 – Renato Tosio, CP Berne
- 1989-1990 – Renato Tosio, CP Berne
- 1990-1991 – Renato Tosio, CP Berne
- 1991-1992 – Pauli Jaks, HC Ambrì-Piotta
- 1992-1993 – Reto Pavoni, EHC Kloten
- 1993-1994 – Dino Stecher, HC Fribourg-Gottéron
- 1994-1995 – Lars Weibel, HC Davos
- 1995-1996 – Reto Pavoni (3), EHC Kloten
- 1996-1997 – Renato Tosio (4), CP Berne
- 1997-1998 – Thomas Östlund, HC Fribourg-Gottéron
- 1998-1999 – Ari Sulander, ZSC Lions
- 1999-2000 – Cristobal Huet, HC Lugano
- 2000-2001 – Cristobal Huet, HC Lugano
- 2001-2002 – Lars Weibel, HC Davos
- 2002-2003 – Lars Weibel (3), HC Davos
- 2003-2004 – Marco Bührer, CP Berne
- 2004-2005 – Jonas Hiller, HC Davos
- 2005-2006 – Daniel Manzato (1), HC Bâle
- 2006-2007 – Jonas Hiller (2), HC Davos
- 2007-2008 – Ari Sulander (2), ZSC Lions
- 2008-2009 – Ronald Rüeger, Kloten Flyers
- 2009-2010 – Tobias Stephan, Genève-Servette HC
- 2010-2011 – Leonardo Genoni, HC Davos
- 2011-2012 – Reto Berra, HC Bienne
- 2012-2013 – Reto Berra (2), HC Bienne
- 2013-2014 – Cristobal Huet (3), Lausanne HC
- 2014-2015 – Leonardo Genoni (2), HC Davos
- 2015-2016 – Elvis Merzļikins, HC Lugano
- 2016-2017 – Leonardo Genoni (3), CP Berne
- 2017-2018 – Elvis Merzļikins (2), HC Lugano
- 2018-2019 – Leonardo Genoni (4), CP Berne
- 2019-2020 – non attribué
- 2020-2021 – Leonardo Genoni (5), EV Zoug
- 2021-2022 – Leonardo Genoni (6), EV Zoug
- 2022-2023 – Robert Mayer (1), Genève-Servette HC
- 2023-2024 – Šimon Hrubec (1), ZSC Lions
- 2024-2025 – Stéphane Charlin (en) (1), SCL Tigers